# أولاد بوحفص
أولاد بوحفص هو أحد قصور بلدية أولاد أحمد تيمي بدائرة أدرار التابعة لولاية أدرار بالجنوب الغربي الجزائري.

## أصل التسمية
سمي القصر نسبة لمؤسسه الشيخ بوحفص

## التاريخ
تم بتاريخ 1006 م (397/396 هـ) بناء قصر أقبور ببلدة أولاد بوحفص.

## السكان
يسكن هذا القصر عرب يتبعون الطريقة الطيبية.

## النشاط الفلاحي
يعمل أغلب سكان قصر أولاد بوحفص في الفلاحة التي يغلب عليها غرس النخيل ويستعمل السكان تقنية الفقارة لتوفير المياه للسقي، نجد بأولاد بوحفص فقارتين هما:

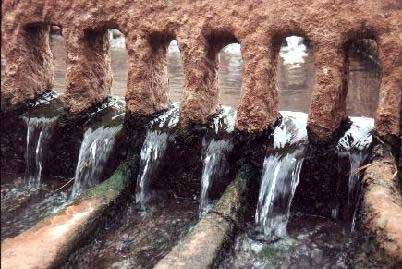
قصري لتقسيم ماء الفقارة

| إسم الفقارة | عدد الآبار |
| ----------- | ---------- |
| الشيخ بوحفص | 350        |
| الشيخ موسى  | 450        |

## الأعلام
1. الشيخ سيدي مولاي البريشي: وهو ولي صالح بأولاد بوحفص تقام له زيارة سنوية.[3]